# Alegia
Alegia là một đô thị trong tỉnh Guipúzcoa thuộc cộng đồng tự trị Xứ Basque, Tây Ban Nha. Dân số 2003 Alegia là 1.612.